# Edenderry
Edenderry is een plaats in het Ierse graafschap Offaly. De plaats telt 5403 inwoners.